# 千貫村
千貫村（せんがんむら）は、昭和30年（1955年）まで宮城県名取郡にあった村。現在の岩沼市西部にあたる。

## 地理
- 山：三方塚 (326m)、愛宕山 (291m)、猪倉山 (245m)、千貫山 (191m)
- 河川：阿武隈川

## 沿革
- 明治22年（1889年）4月1日 - 町村制施行にともない、小川村、志賀村、長岡村、北長谷村、南長谷村及び三色吉村の区域をもって千貫村が発足する。
- 昭和30年（1955年）4月1日 - 千貫村、岩沼町及び玉浦村が合併し、改めて岩沼町が発足する。

## 行政

### 歴代村長

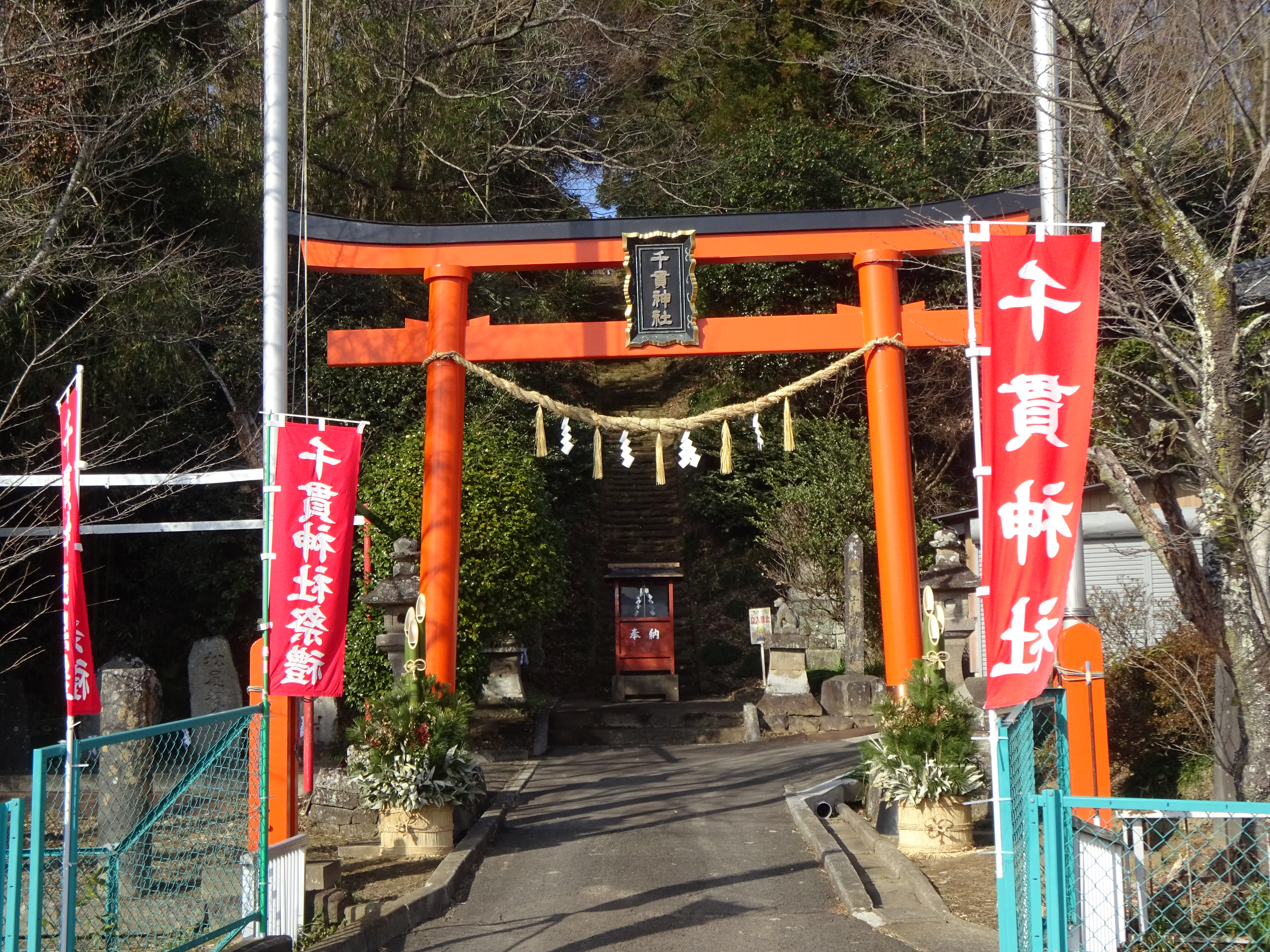
名称の由来となった千貫神社

| 代 | 氏名         | 就任                       | 退任                       | 備考 |
| -- | ------------ | -------------------------- | -------------------------- | ---- |
| 1  | 大津菊三     | 明治22年（1889年）4月23日  | 明治24年（1891年）3月2日   |      |
| 2  | 三浦順       | 明治24年（1891年）3月31日  | 明治36年（1903年）4月16日  |      |
| 3  | 宍戸源右衛門 | 明治36年（1903年）4月25日  | 明治40年（1907年）4月24日  |      |
| 4  | 鎌田喜作     | 明治40年（1907年）5月8日   | 大正4年（1915年）5月16日   |      |
| 5  | 大村只吉     | 大正4年（1915年）5月26日   | 昭和6年（1931年）8月16日   |      |
| 6  | 布田伊助     | 昭和6年（1931年）12月1日   | 昭和10年（1935年）11月30日 |      |
| 7  | 佐藤菊七     | 昭和10年（1935年）12月18日 | 昭和17年（1942年）9月5日   |      |
| 8  | 鎌田喜善     | 昭和17年（1942年）9月12日  | 昭和21年（1946年）11月22日 |      |
| 9  | 渡邊信一     | 昭和22年（1947年）4月5日   | 昭和30年（1955年）3月31日  |      |

## 教育
- 千貫村立千貫小学校
  - 千貫村立千貫小学校志賀分校
  - 千貫村立千貫小学校南長谷分校
- 千貫村立千貫中学校